# The San Roque Club
The San Roque Club is een countryclub aan de Spaanse Costa del Sol. Hij ligt in San Roque, een kleine 20 km ten noorden van de Rots van Gibraltar.
De country club bestaat uit een hotel met tennisbanen en zwembaden, twee golfbanen, een manege en een business centre.

## Golfbanen
De twee golfbanen hebben beide een par van 72 en hun lengte scheelt slechts drie meter maar toch zijn ze heel verschillend.
Old CourseDe oude baan werd in 1990 geopend. Hij werd ontworpen door Dave Thomas. De baan wordt gezien als een van de top-5 van Spanje. De club heeft slechts 500 leden, die veelal op de Old Course spelen. Gasten mogen slechts zes keer per jaar spelen. Op deze baan worden regelmatig internationale toernooien gespeeld:
- Tourschool: Finals 1993 t/m 1997, daarna Stage 2
- Jazztel Open de España en Andalucía: 2005 (winnaar Peter Hanson)

New CourseDe nieuwe baan werd in 2003 geopend. Hij werd ontworpen door Peter Dye, die veel grotere greens maakt en diepere bunkers, afgezet met bielzen.
GolfschoolDe golfschool staat onder leiding van Thomas Johansson, een Zweedse professional die sinds 1996 in Spanje woont.